# Dawid Galván Bermúdez
Dawid Galván Bermúdez, (hiszp.) David Galván Bermúdez (ur. 29 stycznia 1881 w Guadalajarze, zm. 30 stycznia 1915 tamże) – święty Kościoła katolickiego, działający na terenie diecezji guadalajarskiej prezbiter, męczennik, ofiara prześladowań antykatolickich okresu rewolucji meksykańskiej.

## Życiorys
Pochodził z ubogiej rodziny szewca José Trinidad Galvána i Mariany Bermúdez. Wcześnie osierocony pomagał w utrzymaniu rodziny.
Z powodu swojego trudnego charakteru wydalony został z seminarium duchownego w którym podjął naukę w 1895 r.. Później awantura z narzeczoną zakończyła się dla niego więzieniem. Jednak codzienne modlitwy w odwiedzanym sanktuarium Matki Bożej z Guadelupe i miłość do niej doprowadziło Dawida Galvána Bermúdeza do rozpoznania powołania do życia duchownego i jak to określili jego przełożeni „prawdziwego nawrócenia”. Powtórnie podjął naukę w seminarium i 20 maja 1915 r. otrzymał święcenia kapłańskie. Zorganizował cech szewców. Pracował jako wykładowca na uczelni w Guadalajarze. Był orędownikiem sakramentu małżeństwa i opiekunem ubogich. Kiedy zdecydował udać się między rannych do chcących go powstrzymać powiedział:

Jaka może być większa chwała od śmierci poniesionej w momencie ratowania duszy.

 Zginął niosąc posługę rannym w czasie walk ulicznych między oddziałami Pancha Villi i Venustiana Carranzy z rąk oficera oddziału Carranzy. Zanim został rozstrzelany obdarował żołnierzy pieniędzmi, które miał przy sobie.
W czerwcu 1922 roku dokonano translacji relikwii Dawida Galvána Bermúdeza do świątyni pod wezwaniem Matki Bożej Różańcowej położonej w pobliżu miejsca rozstrzelania.
Po zakończeniu procesu informacyjnego na etapie lokalnej diecezji, który toczył się w latach 1933–1988 w odniesieniu do męczenników okresu prześladowań Kościoła katolickiego w Meksyku, został beatyfikowany 22 listopada 1992 roku w watykańskiej bazylice św. Piotra, a jego kanonizacja na Placu Świętego Piotra, w grupie Krzysztofa Magallanesa Jary i 24 towarzyszy, odbyła się 21 maja 2000 roku. Wyniesienia na ołtarze Kościoła katolickiego dokonał papież Jan Paweł II.
Wspomnienie liturgiczne obchodzone jest w dies natalis (30 stycznia).